# Гановер (Нью-Йорк)
Гановер (англ. Hanover) — місто (англ. town) в США, в окрузі Чотоква штату Нью-Йорк. Населення — 6972 особи (2020).

## Демографія
Згідно з переписом 2010 року, у місті мешкало 7127 осіб у 2863 домогосподарствах у складі 1927 родин. Було 3529 помешкань
Расовий склад населення:
| - 95,4 % — білих - 1,6 % — корінних американців - 0,9 % — чорних або афроамериканців - 0,3 % — азіатів |

До двох чи більше рас належало 1,4 %. Частка іспаномовних становила 2,2 % від усіх жителів.
За віковим діапазоном населення розподілялося таким чином: 22,2 % — особи молодші 18 років, 60,9 % — особи у віці 18—64 років, 16,9 % — особи у віці 65 років та старші. Медіана віку мешканця становила 43,4 року. На 100 осіб жіночої статі у місті припадало 97,3 чоловіків;  на 100 жінок у віці від 18 років та старших — 93,5 чоловіків також старших 18 років.
Середній дохід на одне домашнє господарство  становив 60 344 долари США (медіана — 56 143), а середній дохід на одну сім'ю — 68 349 доларів (медіана — 63 639). Медіана доходів становила 49 919 доларів для чоловіків та 40 735 доларів для жінок. За межею бідності перебувало 12,4 % осіб, у тому числі 16,7 % дітей у віці до 18 років та 6,7 % осіб у віці 65 років та старших.
Цивільне працевлаштоване населення становило 2954 особи. Основні галузі зайнятості: освіта, охорона здоров'я та соціальна допомога — 23,7 %, виробництво — 14,9 %, роздрібна торгівля — 10,6 %, мистецтво, розваги та відпочинок — 10,3 %.